# 马蹄荷属
马蹄荷属（学名：Exbucklandia）是金缕梅科下的一个属，为常绿乔木植物。该属共有4种，分布于印度、马来西亚至中国。